# 西寺郷太
西寺 郷太（にしでら ごうた、1973年11月27日 - ）は、日本のミュージシャン、音楽プロデューサー。
ノーナ・リーヴスのシンガー、メイン・ソングライターであり、バンド以外でも作詞・作曲家、歌手、音楽プロデューサー、小説家、脚本家、MCとして活動している。「GOTOWN RECORDS」主宰。
東京都千代田区で生まれ、京都府京都市で育つ。京都成章高等学校を経て、1996年3月に早稲田大学第二文学部西洋文化専修卒業。既婚。

## 来歴
早稲田大学在学中、後にバンドノーナ・リーヴスのメンバーとなる奥田健介、小松シゲルと出逢う。4年生の時、下北沢のライヴハウスでデモテープを1000本以上配布、様々なミュージシャンと出会い、デビューのきっかけを得る。
1996年12月、ノーナ・リーヴス、アンダーフラワーからファースト・アルバム「サイドカー」をリリース。翌年、ワーナーミュージック・ジャパンから「ゴルフ ep」でメジャー・デビュー。その後、バンドは2021年までに17枚のオリジナル・アルバム、3枚のカヴァー・アルバムを含む多数の作品を発表している。
2011年、V6の楽曲制作にプロデューサーとして参加。以後、しばらくの間メンバーと協力関係を持ち、2013年にリリースされたアルバム『Oh! My! Goodness!』に至るまでレコーディングに定期的に携わる。
2014年、初のソロ・アルバム『テンプル・ストリート (Temple St.)』を発表。この作品には、親密な交流を重ねるジャクソン5（ジャクソンズ）のギタリスト、ティト・ジャクソンなども参加。自ら設立した「GOTOWN RECORDS」からのリリースとなっている。また、この年には初の小説『噂のメロディ・メイカー』を発表。鈴木おさむ脚本・演出、今田耕司主演舞台「AVM」の音楽を担当。楽器演奏と歌の他、初めて俳優として出演。
2016年、錦織一清演出のミュージカル「横浜 JAM TOWN」の音楽を担当、ドラマーとしても出演する。
2016年、2017年　大塚製薬「ポカリスエット」CMソング「キミの夢は、ボクの夢。」作詞を二年連続で手がける。第69回、第70回広告電通賞の最高賞にあたる「総合広告電通賞」を大塚製薬が連続受賞。
2016年10月、錦織一清演出、A.B.C-Z主演舞台、ミュージカル「株式会社、応援屋！！-OH & YEAH!!-」の脚本・音楽を担当する。
2017年、NONA REEVESメジャー・デビュー20周年を機に、古巣のワーナーミュージック・ジャパンへ復帰。
2017年4月-6月。早稲田大学エクステンションセンター講師に就任。「ポップ先生の80’s音楽戦国史」なるテーマで6回の講座を担当。
2018年　ナビゲーターを務めた『J-WAVE SELECTION　Kakaku.com THE TRUE STORY OF MICHAEL JACKSON』にて第56回上期ギャラクシー賞ノミネート。
2019年4月-2020年3月 NHK-FM『ディスカバー・マイケル』MC担当。NHK編成局長特賞受賞。
2019年　高校時代から書き留めてきた手書きノートの数々を書籍化した「伝わるノートマジック」発表。翌年には第2弾として姉妹作の「始めるノートメソッド」を出版。文藝春秋digitalにて半自伝的小説「90’s ナインティーズ」連載開始。
2020年　Spotify公式ポッドキャスト「西寺郷太のGOTOWN Podcast」開始。7月、NONA REEVESとタワーレコードがタッグを組み発足したレーベル「daydream park records」の第一弾作品としてセカンド・ソロ・アルバム『Funkvision』リリース。11月には初イラストレーション展「Another side of Gota Nishidera」東京・渋谷 BAG ONE にて開催。

## 人物
父方の実家は兵庫県加古川市に安土桃山時代から存続する浄土真宗本願寺派の寺院・放光山寿願寺。母親の両親は宮古島と徳之島出身。本人曰く、「人に説明するのが好きなのはお寺の血、歌ったり踊ったりするのが好きなのは琉球／南の血だ」とのこと。また、名前の郷太はゴータマ・シッダールタ（釈迦）から名付けられた。現在、寿願寺の当代住職は父、弟の阿楠は後継住職（本願寺派教師）であり所属する本願寺派の「布教使」資格をもつ。こちらはアーナンダ（釈迦の弟子、「より良く聴く人」という意味）より名付けられている。
マイケル・ジャクソンやワム!、プリンス、カルチャー・クラブなどに心酔した10歳の頃から、Wラジカセとウォークマンを駆使した独自の「ピンポン録音」による作詞作曲、レコーディングを始める（後にタモリ倶楽部などで、小学生当時の音源は公開されている）。数多くのオリジナル曲を制作する。他にボビー・ブラウンやTOTO、少年隊など、80年代のミュージシャンの大ファンである。
中学一年生の夏休み、熱狂的なマニアとなっていたビートルズの故郷リヴァプールと、ロンドンのアビー・ロード・スタジオを訪れ、プロ・ミュージシャンになる決意を固める。
中学校の頃、大阪城ホールでジェネシス（フィル・コリンズ）の演奏を父と聴き（中学生のみで入館できなかった）その舞台装置なども実際に見て感激した。影響を受けたアーティストはジャクソンズ（及びマイケル・ジャクソン）、プリンス、ワム!（及びジョージ・マイケル）、マーヴィン・ゲイ、ニュー・エディション、スティーヴィー・ワンダー、ビートルズ、ザ・ポリスなど。ちなみにプリンス、ジョージ・マイケル、カルチャー・クラブ（ボーイ・ジョージ）、ニュー・キッズ・オン・ザ・ブロック、カーティス・ブロウに関しては、国内盤オフィシャル・ライナー・ノーツも担当している。
高校時代、ブラスバンド部でドラム&パーカッションを担当。プリンスやシーラ・Eなどミネアポリス・ファンク勢に影響を受け、地元京都市の吹奏楽コンクールなどで打楽器を演奏しながらクルクルと回ったり、振りをつけていたところ、他校の生徒に「ノリオ」（乗りに乗っていたので）というあだ名をつけられる。本人は、卒業間際にそのように呼ばれていたことを知って驚き、苦笑したという。また、「GOWTA」名義で、当時としては珍しい初めてのオリジナルCD『SPIRITUALITY』を制作。友人達に配って好評を得た。バンドでは主にドラムを担当していた。
日本屈指のマイケル・ジャクソンマニアであり、研究家でもある。彼の研究をライフワークとしており、マイケルの死後は「マイケル・ジャクソン研究家」としてのTV、ラジオへの出演が増えた。
マイケル関連の仕事では2004年に発売されたマイケルのDVD『NUMBER ONES』に渾身のライナー・ノーツを寄稿。更に2009年9月、初の著作『新しい「マイケル・ジャクソン」の教科書』を、2010年3月には『マイケル・ジャクソン』を発表。2010年にはジャクソンズ、ソロ含むエピック在籍時の13枚のアルバムすべてと、DVD『VISION』、『MICHAEL』のライナー・ノーツを手掛ける。2013年には、マイケル・ジャクソン財団とシルク・ド・ソレイユによる『マイケル・ジャクソン：ザ・イモータル・ワールドツアー』の日本側オフィシャル・オブザーバーを務め、モスクワまでレポーターとして訪れた。
TRICERATOPSの和田唱とはマイケル友達であるが、2008年2月29日北沢タウンホールで行われたスペースシャワーTV「音知連」グランドチャンピオン大会・一回戦にて両バンドがあたり和田と事実上の「マイケル頂上決戦」に。勝ち抜いたノーナ・リーヴスチームの西寺が「日本一マイケル・ジャクソンに詳しいミュージシャン」に決定した。
音楽はもとより、政治、歴史、宗教など多ジャンルにわたるトークを現在まで続けている。2007年、TBSラジオ「ライムスター宇多丸のウィークエンド・シャッフル」内で発表された「マイケル・ジャクソン、小沢一郎ほぼ同一人物説」は反響を呼び、大瀧詠一、水道橋博士、小林信彦ら多くの著名人からもその緻密なデータと奇想天外な視点、軽妙な語り口が絶賛された。
2010年には、シンガーソングライター・堂島孝平と、アイドル・ユニット「Small Boys」結成。2014年には 藤井隆が加入し、三人編成となる。名称表記も「Smalll Boys」に変更される。

## ソロディスコグラフィー

### シングルレコード
| 発売日         | タイトル                                                                   | 規格品番   |
| -------------- | -------------------------------------------------------------------------- | ---------- |
| 2014年3月12日  | EMPTY HEART                                                                | VSEP-820   |
| 2020年2月19日  | Money Don't Matter 2 Night / 恋人はワイン色 / 西寺郷太と井の頭レンジャーズ | PARK1028   |
| 2020年12月9日  | BODYMOVES!/P.Y.T.                                                          | DPREP-0001 |
| 2022年12月14日 | 夏のクラクション c/w 都会                                                  | GTDU1      |
| 2023年1月11日  | Velvet Motel c/w 小麦色のマーメイド                                        | GTDU2      |
| 2023年3月22日  | It's a Wonderful World feat.マハラージャン/入江にて                        | GTDU3      |

### 配信限定シングル
| 発売日        | タイトル | レーベル       |
| ------------- | -------- | -------------- |
| 2022年11月9日 | 都会     | GOTOWN RECORDS |

## 歌手としての客演
- 小西康陽 ：小西のソロプロジェクトPIZZICATO ONEのアルバム『●わたくしの二十世紀』にヴォーカリストとして参加。「恋のテレビジョン・エイジ feat. 西寺郷太&enaha」「マジック・カーペット・ライド feat. 西寺郷太&enaha」「日曜日 feat. 西寺郷太」
- RYOZO BAND ：「MIDNIGHT LOVE CALL feat. 西寺郷太」にヴォーカリストとして参加。
- 窪田渡 ：「風光明媚 feat. 西寺郷太」にヴォーカリストとして参加。
- Northern Boys ：「Mr.Lemon Rice feat.西寺郷太」にヴォーカリストとして参加。
- FRONTIER BACKYARD ：「So Fair feat. 西寺郷太(NONA REEVES)」にヴォーカリストとして参加。
- Mellowhead ：アルバム『kanata』にヴォーカリストとして参加。「残像の部屋 feat. 西寺郷太」
- 藤井隆：アルバム『Coffee Bar Cowboy』にヴォーカリストとして参加。「I OWE YOU NOTHING with 西寺郷太」
- ナイス橋本 ：アルバム『OLD ★ NEW』の「CITY ★ CONNECTION」にヴォーカリストとして参加。
- 吉田凜音 ：アルバム『Fantaskie』にヴォーカリストとして参加。「ポジティビティ feat. 西寺郷太」
- the Indigo ：シングル「Sweet Radio feat. 西寺郷太」にヴォーカリストとして参加。

## 楽曲提供・プロデュース・編曲・演奏など
- SMAP ：「SWING」作詞・作曲（谷口尚久との共作）。アルバム『We are SMAP!』収録。
- 高城れに：「Dancing れにちゃん」作詞・作曲・編曲。
- 岡村靖幸 ：「ビバナミダ」共作詞。
- 藤井隆 ：アルバム『Coffee Bar Cowboy』共同プロデュース。「YOU OWE ME」（共作詞）「SAVE ONESELF」（作曲・編曲・共作詞）「discOball（共作曲）「I'M IN」（作詞・作曲・編曲）
- YUKI ：「しのびこみたい」作曲。アルバム「forme」に収録。
- 渡辺美里：「大きな愛が降る街で」作詞・作曲。アルバム「ID」に収録。
- 山田一郎（CV：木村昴）：「Break the wall」作曲・編曲（冨田謙と共同）。アルバム「Buster Bros!!! -Before The 2nd D.R.B-」に収録。また演奏にはNONA REEVESのメンバーである奥田、小松が参加。
- A.B.C-Z
  - 舞台「ABC座2016 株式会社応援屋!! 〜OH&YEAH!!〜」全曲の作詞・作曲（「Delicious」のみ谷口尚久との共作）。そのうち「サポーターズ!」は『終電を超えて〜Christmas Night/忘年会!BOU!NEN!KAI!』に、「ONE MORE KISS」は『Black Sugar』に収録。
  - 舞台「ABC座2020 オレたち応援屋!! On Stage」のテーマ曲「チカラノアリカ」作詞作曲[2]。『Nothin' but funky』収録。
  - 「JODEKI!」作詞・共作曲（大樋ゆう大と）。EP『5 STARS』収録。
- 浅田真央 ：「浅田真央のにっぽんスマイル」番組ジングル（TBS RADIO）
- 中島美嘉 ：「You send me love」作曲（作詞／中島美嘉）。アルバム『LØVE』収録（第45回日本レコード大賞・ベストアルバム賞受賞）。
- KAT-TUN ：「FREEDOM」作詞。アルバム『cartoon KAT-TUN II You』収録。
- 20th Century
  - 「DANCING MACHINE」共作詞作曲編曲（谷口尚久との共作）。アルバム『READY?』特別盤収録。
  - 「20th Century デス」作曲・共編曲（河野圭と）。
  - 「グレイテスト・ラヴァー」作詞・共作曲（大林亮三と）・共編曲（船山基紀と）
  - 「Winter Wonderland」作詞作曲編曲。
- V6
  - 「Sexy.Honey.Bunny!」作詞。ヴォーカル＆ラップ・プロデュース。バックコーラス。
  - 「POISON PEACH」作詞。ヴォーカル＆ラップ・プロデュース。『バリバリBUDDY!』収録。
  - 「kEEP oN.」作詞・作曲（corin.との共作）。プロデュース（corin.と共同による）。バックコーラス。アコースティック・ギター。
  - 「ミュージック・ライフ」（プロデュース / 谷口尚久との共同作詞曲）。シングル『ROCK YOUR SOUL』収録。
  - 「D.I.S」作詞。アルバム『Oh! My! Goodness!』収録。
  - V6 LIVE TOUR 2015 -SINCE 1995〜FOREVER-で披露された組曲「39 Symphony」をcorin.と共編曲[3]。
- 吉田凜音 ：アルバム『Fantaskie』作詞・作曲 / トータル・プロデュース。
- 花澤香菜
  - 「CALL ME EVERYDAY」作詞。シングル『Silent Snow』収録。
  - 「YESTERDAY BOYFRIEND」作詞。アルバム『25』収録。
  - 「Blue Avenue を探して」作詞。アルバム『Blue Avenue』収録。
  - 「FRIENDS FOREVER」作詞。アルバム『Opportunity』収録。
- ゴスペラーズ ：「CLASH」作詞 / プロデュース。
- Charisma.com
  - 「unPOP」共作曲 / プロデュース、トラックメイク。
  - 「Lunch Time Funk」共作詞・作曲 / プロデュース、トラックメイク。
- Skoop On Somebody「Wednesday Lady」作詞・作曲 / プロデュース、トラックメイク。
- Mellowhead ：「残像の部屋 feat. 西寺郷太」共作詞。
- bump.y
  - シングル『COSMOの瞳』（プロデュース / 谷口尚久との共同作詞曲 / リミックス））。
  - シングル『SAVAGE HEAVEN』（プロデュース / 谷口尚久との共同作詞曲）。
  - 『ロマンティックMAYBE』（プロデュース / 谷口尚久との共同作詞曲）。
  - 『硝子のMAGIC』（プロデュース / 谷口尚久との共同作詞曲）。
  - アルバム『pinpoint』（トータル・プロデュース）。
- Negicco
  - シングル『愛のタワー・オブ・ラヴ』（プロデュース / 作詞作曲・編曲・プログラミング / リミックス）。
  - シングル『ときめきのヘッドライナー』（プロデュース / 作曲・共編曲・プログラミング）。
- 私立恵比寿中学
  - 「スウィーテスト・多忙。」作詞。（作曲：野井洋児、編曲：佐藤優介）シングル『でかどんでん』収録
  - 「b.l.a.c.k_h.O.l.e」（作詞作曲・編曲）アルバム『MUSiC』初回限定盤B収録
- 黒沢薫 ：「LOVE LIFE」作詞。アルバム『LOVE LIFE』収録。
- IMALU feat. WISE  ：「HOW YOU LIKE ME NOW?」作詞。ヴォーカル＆ラップ・プロデュース。バックコーラス。
- 近藤真彦 ：「情熱ナミダ」作詞。両Ａ面シングル「上海慕情/情熱ナミダ」収録（作曲／筒美京平）。
- HALCALI  ：『ZIG ZAG SATURDAY NIGHT』（HALCALI）（プロデュース / 共同作詞作曲・編曲・プログラミング）。
  - 『すきすきソング』（HALCALI with NONA REEVES）（NONA REEVES ＆ 矢野博康としてプロデュース / 演奏・アレンジ）。
- DEPAPEPE ：「Special Lady - The Wedding Anthem -」アルバム『Do!』収録（プロデュース / 共同作詞曲・編曲・プログラミングなど）。
- K
  - 「LAST LOVE」作詞。アルバム『Music in my life』収録（作曲／川口大輔）。
  - 「TRUST ME」：Kとの共同作詞・ヴォーカル・ディレクション。シングル『Birth of Treasure』収録。
  - 「Y.E.S.」：アルバム『Travelling Song』収録。（プロデュース / 共作詞・プログラミング - NONA REEVES として編曲）。
- 杏さゆり ：シングル「画用紙」作曲。
- BOO ：「重ねた唇」作詞・作曲・共同プロデュース。ミニ・アルバム『ラ・ラ・ラ post soulman 2』収録。
- 土岐麻子
  - アルバム『debut』の「It's a Short Life」作曲。
  - アルバム『TALKIN'』収録の「Hoo-Oon」作曲。アレンジ（アレンジはNONA REEVES として）。
- erico
  - シングル『Everything+Ash』のカップリング曲「Vivia」（後にアルバムにも収録）
  - アルバム『erico』の「ELECTRIC LOVE」作詞・作曲。
- 南波志帆
  - アルバム『はじめまして、私』収録の「不思議なミラー」 作詞・作曲・アレンジ・演奏。
  - アルバム『君に届くかな、私』収録の「それでも言えない YOU&I」 作詞・作曲・アレンジ・演奏。
- the Indigo ：シングル『Sweet Radio』を共作。
- 少年隊 ：舞台「PLAYZONE " 2001" 新世紀 EMOTION」のテーマ曲「プリマヴェラ ～灼熱の女神～」を作詞。
- シティボーイズ ：舞台「NOTA」にて音楽監督。
- ラーメンズ ：小林賢太郎プロデュースの舞台「PAPER RUNNER」に音楽監督として参加。「ロールシャッハ」にノーナ・リーヴスとして楽曲提供。
- スピードワゴン ：「あたし認めない」、「SPWのテーマ」作詞・作曲・プロデュース。（『スピードワゴン DVD-BOX』の初回特典CDに収録）
- エレキコミック ：第十四回発表会「This is コント」に「X Day」を提供。
- 人力舎 のライヴ「バカ爆発!2007」の音楽を担当。（2005年にはノーナ・リーヴスとしてテーマ音楽を担当）
- ミズノマリ
  - 「悲しいことじゃない」（プロデュース / 作曲・プログラミング - NONA REEVES として編曲）。
  - 「気絶するほど、ラグジュアリー」（プロデュース / 谷口尚久と共作曲・プログラミング - NONA REEVES ＆ 谷口尚久として編曲）。共に『Mariage』収録。
- Jackson vibe ：「Seaside Rain」ミニ・アルバム『VIBES』収録（プロデュース / 作曲・共同作詞・編曲・プログラミング）。
- the ARROWS ：「サマーダンサー feat.ミズノマリ(from paris match)」ミニ・アルバム『Clap Your Hands!!』収録（プロデュース / 編曲・プログラミング）。
- 青空ドライブ ：アルバム『HELLO』（プロデュース / コーラス）。
- Newness ：日本テレビ系、「歌スタ！」で西寺自身が発掘した3人組のヴォーカル・グループ。2010年6月、ミニ・アルバム「STREET LIFE」発表。
- SPOOCHY ：アルバム『SPOOCHY』（プロデュース / 作詞作曲・演奏・プログラミング・コーラス）。
- 踊り場ソウル ：シングル『パーティ・ナイトは終わらない』（プロデュース / 共同作詞作曲・編曲・プログラミング）。
- Kiwis ：アルバム「えをかく」プロデュース。
- プロデューサー松尾潔 、アレンジャー毛利泰士 とのバンド「エキゾチックJAPAN 」メンバーとして、みうらじゅんのテレビ番組「シンボルず 」（テレビ東京）の音楽も担当している（2008年7月 - 9月）。
- 危険日チャレンジガールズ! ‐ TBSラジオ「エレ片のコント太郎」の企画ユニット
  - シングル「FUNKY FUN!!! feat.宇多丸&西寺郷太」作詞・作曲・編曲・プロデュース。
  - ミニアルバム「Like A Bitch」作詞・作曲・編曲・プロデュース。上記シングル曲も収録。
- 和田アキ子
  - 「黄昏にアンコール」作詞、   (作曲／さかいゆう)
    - アルバム『WADA SOUL 2』収録
- L!PP (from Hello! Project Dance Team)
  - 「Sunset Summer Fever」作詞・共同作曲・共同編曲。

## ソロ・プロジェクト
TEMPLE名義でソロ活動。2006年秋、エスカレーター・レコードより発売された「GARAGE BANDITS」に「X DAY (Pt.1)」で参加。FREDO のリミックス・アルバム「REMACK!」にてリミキサーとして参加。2014年以降は西寺郷太名義でソロ活動を行なっている。
2011年10月からTBSラジオにて放送された「ザ・トップ5」およびそのセカンド･シーズンとなる「ザ・トップ5〜リターンズ」のオープニングテーマ曲とジングル曲を制作・提供した。このオープニング曲は一部アレンジを変更して歌詞を追加したうえで、ノーナ・リーヴスが2013年3月に発表したアルバム「POP STATION」に「P-O-P-T-R-A-I-N」というタイトルで収録された。この曲はその同時期にシングルタイトル「TBSラジオ-ザ･トップ5リターンズ」として番組名を歌詞に残した「ザ･トップ5 TBS RADIO954 バージョン」のほか、西寺個人の名義による番組のオープニング曲とジングル曲をカップリングしてネット配信にて発売している。

## CMナレーション
- SHARP「docomo SH906i 」（2008年）
- ハウスメイト「その人生に、いい部屋を」キャンペーン（2009年）
- FRISK「Hello, Idea」（2009, 2010年）
- NISSAN「日産キューブ」（2010年）
- IKEA福岡新宮「わくわくが家にやってくる」（2012年）
- 「スヌーピー展」（2013年）
- ローソン グリーンスムージー「チェアラインダンス」（2017年）

## テレビ出演／特別・単発ゲスト番組
- 歌スタ!!（日本テレビ）ウタイビトハンター（音楽プロデューサー）として不定期出演
- ありえへん∞世界（テレビ東京）
- 音知連（スペースシャワーTV）
- 梁山泊（スペースシャワーTV）
- マイケル・ジャクソン・スペシャル（スペースシャワーTV）
- BS熱中夜話 テーマ「マイケル・ジャクソン」（NHK-BS2）
- 博士の異常な鼎談（TOKYO MX・tvk）
- やりすぎコージー（テレビ東京）「やりすぎ都市伝説スペシャル」2009年8月・2010年1月
- オレたち!クイズMAN テーマ「マイケル・ジャクソン・クイズ」（TBS）クイズ解説ゲスト。
- MUSIC EDGE + Osaka Style （毎日放送）関西ローカル ゲスト出演。マイコーりょう、三浦大知と共演。
- 番付番長（フジテレビ）
- SMAP×SMAP（フジテレビ）マイケル・ジャクソン緊急SP/ 2009年11月・マイケル・ジャクソンSP/ 2010年6月（企画協力者として）
- 『ぷっ』すま（テレビ朝日）
- マイケル・ジャクソン特番 with トライセラトップス和田唱（スペースシャワーTV）
- 武田鉄矢の週間鉄学 2010年5月（朝日ニュースター）
- 菊地成孔と大谷能生の憂鬱と官能を教えた学校 2010年5月（フジテレビNEXT）
- スカ☆パラ2010年5月（スカパー）
- マイケル・ジャクソン HISTORY 2010年6月（スペースシャワーTV）
- 百識王 2013年2月（フジテレビ）
- 東京エトワール音学院 2012年11月（日本テレビ）
- 林修先生の今やる!ハイスクール（テレビ朝日）
- クイズプレゼンバラエティー Qさま!!（テレビ朝日）
- ザ・プライムショー（WOWOW）
- タモリ倶楽部（テレビ朝日）2014年8月8日「青い熱情が高音質で蘇る!!自作カセットテープ発掘祭」
- 侃侃諤諤（テレビ朝日）
- 中居正広のミになる図書館（テレビ朝日）2015年2月
- 関ジャム 完全燃SHOW（テレビ朝日）
- ある日、下北沢で（TOKYO MX）2024年3月17放送予定[4]

など多数

## レギュラー番組
- 西寺郷太の Gotown Podcast（Spotify） - MC
- 西寺郷太の GOTOWN TV（DOMMUNE RADIOPEDIA） - MC（※ライブストリーミング・チャンネルDOMMUNEの番組。毎月第3週にスタジオから生配信し、翌週にはAmazon Musicのポッドキャストでアーカイブが配信される[5]）
- 西寺郷太の最高！ファンクラブ（Amazon Music）

## ラジオ出演
- DISCOVER MICHAEL（NHK-FM）
- Come on FUNKY Lips!／LIPS PARTY 21.jp（文化放送）
- NONA REEVES 西寺郷太のとんでもねずみ／西寺郷太のセクシー・ユー（FM石川）
- ミッドナイト・ゴング（FM FUJI）
- サブストリーム／NONA REEVES 「サマー・リアクション」（FM横浜）
- FM ROCK KIDS（AIR-G）
- NONA REEVES 西寺郷太「LOVE TOGETHER」（FM大阪）
- NONA REEVES 西寺郷太「エンジョイ・ユア・ライフタイム」（Inter FM）
- 小島慶子 キラ☆キラ水曜日（TBSラジオ）
- スモール・ボーイズのFM ROCK KIDS（AIR-G）
- LiLi & GO の Ready go（NHKラジオ第1放送）
- MUSIC 24/7 火曜：西寺郷太TAMAGO RADIO（TBSラジオ 2013年10月1日 -2014年3月28日 ）
- 赤江珠緒 たまむすび（TBSラジオ）第1水曜日「月刊ニッキ」コーナーに2016年1月と9月にゲスト出演[注 1]。
- など多数

## 著書
- 『新しい「マイケル・ジャクソン」の教科書』ビジネス社（原著2009年9月10日）。ISBN 978-4828415291。
  - 『新しい「マイケル・ジャクソン」の教科書』新潮社〈新潮文庫〉、2012年5月28日。ISBN 978-4101362618。
- 『マイケル・ジャクソン』講談社〈講談社現代新書〉（原著2010年3月18日）。ISBN 978-4062880459。
- 『噂のメロディ・メイカー』扶桑社（原著2014年6月24日）。ISBN 978-4594070656。
- 『ウィ・アー・ザ・ワールドの呪い』日本放送出版協会〈NHK出版新書〉（原著2015年8月8日）。ISBN 978-4140884676。
- 『プリンス論』新潮社〈新潮新書〉（原著2015年9月17日）。ISBN 978-4106106347。
- 『ジャネット・ジャクソンと80’sディーバたち』講談社〈星海社新書〉（原著2016年9月22日）。ISBN 978-4061385993。
- 『伝わるノートマジック』スモール出版（原著2019年7月30日）。ISBN 978-4905158677。
- 『始めるノートメソッド』スモール出版（原著2020年5月28日）。ISBN 978-4905158769。
- 『ディスカバー・マイケル THE BOOK』スモール出版（原著2020年10月29日）。ISBN 978-4905158967。
- 『90's ナインティーズ』文藝春秋（原著2023-1-25）。ISBN 978-4163916491。

## 寄稿
- Who's BAD? マイケル・ジャクソン1958-2009 「兄・マーロン・ジャクソンのスピーチ」 （2009年、シンコー･ミュージックムック）
- ブルータス「マイケル・ジャクソン／小沢一郎ほぼ同一人物説」（2010年1月）
- UOMO「マイケル・ジャクソン」（2010年7月号）
- 週刊金曜日（2010年10月15日号／リレー連載）
- 月刊文藝春秋 (雑誌)「秘めたる恋」（マイケル・ジャクソンとダイアナ・ロス）（2011年3月号）
- 月刊文藝春秋 (雑誌)「最強チームの法則」（ワム！）（2011年10月号）
- 月刊文藝春秋 (雑誌)「ああ『同級生』」（マイケル・ジャクソン、プリンス、マドンナ）（2012年2月号）

など多数

## 連載
- NONA REEVES 西寺郷太「100秒でわかるポップ・レジェンド」（SPA! / 扶桑社）
- NONA REEVES 西寺郷太「ポップ警察」（BRUTUS / マガジンハウス）
- 西寺郷太「POP FOCUS」（ナタリー）
- 西寺郷太「90's ナインティーズ 」（文藝春秋digital）
- 西寺郷太「ポップ眼鏡 」（世界文化社）
- 西寺郷太「ポップ捕物帖」＜終了＞（クロワッサン / マガジンハウス）
- NONA REEVES 西寺郷太「西寺郷太さんが気になる、今月の1枚。」（Meets リージョナル / 京阪神エルマガジン社）
- NONA REEVES 西寺郷太「ゲルマン民族大移動」＜終了＞（MUTTS / マガジンハウス）
- NONA REEVES 西寺郷太 ＜終了＞（オリコン ）